# Antitype nigrescens
Antitype nigrescens là một loài bướm đêm trong họ Noctuidae.